# Mémorial des victimes de l'attentat du 14 juillet 2016 à Nice
Le Mémorial des victimes de l'attentat du 14 juillet 2016 à Nice est un lieu provisoire de recueillement en mémoire des victimes de l'attentat du 14 juillet 2016 à Nice. 
Il consiste en une petite stèle surmontée d'une fontaine avec un cœur calligraphié, installée sur un escalier latéral dans le Jardin de la Légion d'Honneur, nom officiel du jardin du Musée Masséna, à Nice en France. 
Elle inclut l'inscription des noms des quatre-vingt-six victimes de l'attentat.

## Contexte
Un projet de mémorial voire de musée est toujours à l'étude à Nice en 2021,.
Le mémorial est accessible aux heures de visite du Musée Masséna, c'est-à-dire tous les jours de 10h à 18h, tranche horaire durant laquelle le mémorial est constamment surveillé.